# Pajuçara (Maracanaú)

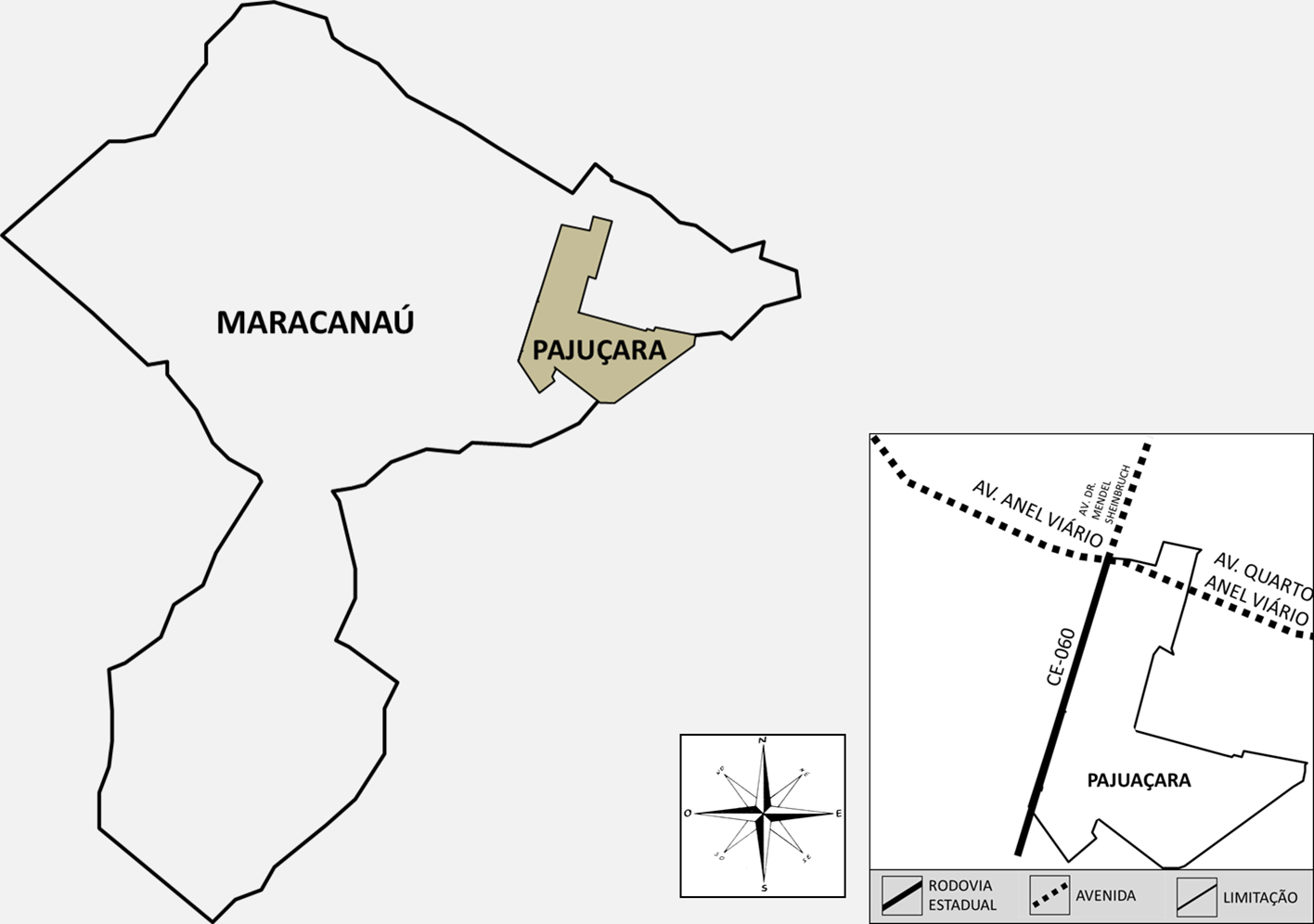
Localização e mapa da Pajuçara

Pajuçara é um distrito do município de Maracanaú, no Ceará, no Brasil. Sua população é de cerca de 53 000 habitantes.

## Movimento de emancipação
A partir de junho do ano de 2009, iniciaram-se as reuniões do Movimento de Integração pela Emancipação de Pajuçara de Maracanaú; porém, chegamos em 2019 e ainda não foi aprovado. Muitos falam que é por causa das indústrias, que a maioria fica localizada em Pajuçara.

## Morador ilustre
No distrito, morou o escritor e farmacêutico Rodolfo Teófilo (1853-1932). Sua casa é uma atração turística.